# Hushaat
Hushaat (mongoliska: Хушаат Сум, Хушаат) är ett distrikt i Mongoliet.   Det ligger i provinsen Selenga, i den centrala delen av landet, 240 km norr om huvudstaden Ulaanbaatar.